# Plectrohyla psiloderma
Plectrohyla psiloderma és una espècie de granota que es troba al Salvador i Hondures.
Està amenaçada d'extinció per la pèrdua del seu hàbitat natural.